# AFL - Division I 2016
La AFL Division I 2016 è stata la 31ª edizione del campionato di football americano di secondo livello, organizzato dalla AFBÖ.

## Squadre partecipanti
| Club                  | Città                    | Stadio | Sponsor ufficiale      | Risultato nella stagione 2015 |
| --------------------- | ------------------------ | ------ | ---------------------- | ----------------------------- |
| Amstetten Thunder     | Amstetten                |        |                        |                               |
| Bratislava Monarchs   | Bratislava               |        |                        |                               |
| Budapest Wolves       | Budapest                 |        |                        |                               |
| Carinthian Lions      | Klagenfurt am Wörthersee |        |                        |                               |
| Salzburg Bulls        | Salisburgo               |        |                        |                               |
| Sankt Pölten Invaders | Sankt Pölten             |        | Assicurazioni Generali |                               |
| Tirol Raiders JV      | Innsbruck                |        | Swarco                 |                               |
| Traun Steelsharks     | Traun                    |        |                        |                               |
| Vienna Knights        | Vienna                   |        |                        |                               |
| Vienna Vikings 2      | Vienna                   |        | Dacia                  |                               |

## Stagione regolare

### Calendario

#### 1ª giornata
| 26 marzo 2016 | Amstetten Thunder | 35 – 21 (7-7 14-0 0-14 14-0) | Carinthian Lions |  |

| 26 marzo 2016 | Vienna Vikings 2 | 14 – 20 (d.t.s.) (0-0 6-6 0-8 8-0 0-6) | Sankt Pölten Invaders |  |

| 26 marzo 2016 | Vienna Knights | 34 – 7 (7-0 7-0 7-7 13-0) | Bratislava Monarchs |  |

| 28 marzo 2016 | Tirol Raiders JV | 7 – 21 (7-7 0-14 0-0 0-0) | Salzburg Bulls | (600 spett.) |

#### 2ª giornata
| 10 aprile 2016 | Budapest Wolves | 55 – 41 (24-13 10-0 7-14 14-14) | Vienna Vikings 2 |  |

| 10 aprile 2016 | Tirol Raiders JV | 3 – 31 (0-7 3-7 0-7 0-10) | Carinthian Lions | (700 spett.) |

| 10 aprile 2016 | Bratislava Monarchs | 26 – 6 (23-0 0-0 0-6 3-0) | Sankt Pölten Invaders |  |

| 10 aprile 2016 | Salzburg Bulls | 7 – 35 (0-14 0-21 0-0 7-0) | Traun Steelsharks | (326 spett.) |

#### 3ª giornata
| 23 aprile 2016 | Amstetten Thunder | 20 – 7 (0-0 7-0 0-7 13-0) | Salzburg Bulls |  |

| 23 aprile 2016 | Sankt Pölten Invaders | 28 – 7 (0-0 6-0 16-0 6-7) | Budapest Wolves |  |

| 23 aprile 2016 | Traun Steelsharks | 41 – 14 (7-7 14-0 7-0 13-7) | Tirol Raiders JV |  |

| 23 aprile 2016 | Vienna Vikings 2 | 0 – 20 (0-7 0-0 0-7 0-6) | Vienna Knights |  |

#### 4ª giornata
| 30 aprile 2016 | Budapest Wolves | 28 – 13 (13-7 0-0 15-0 0-6) | Bratislava Monarchs |  |

| 30 aprile 2016 | Tirol Raiders JV | 18 – 19 (6-7 6-9 0-3 6-0) | Amstetten Thunder |  |

| 1º maggio 2016 | Vienna Knights | 46 – 6 (2-6 23-0 14-0 7-0) | Sankt Pölten Invaders |  |

#### 5ª giornata
| 14 maggio 2016 | Sankt Pölten Invaders | 9 – 27 (0-13 3-7 0-0 6-7) | Bratislava Monarchs |  |

| 14 maggio 2016 | Vienna Vikings 2 | 44 – 23 (18-2 16-7 3-0 7-14) | Budapest Wolves |  |

| 16 maggio 2016 | Carinthian Lions | 28 – 25 (0-3 21-0 7-7 0-15) | Tirol Raiders JV | (300 spett.) |

#### 6ª giornata
| 21 maggio 2016 | Budapest Wolves | 7 – 40 (0-7 0-20 7-6 0-7) | Vienna Knights |  |

| 21 maggio 2016 | Traun Steelsharks | 30 – 6 (0-3 10-3 7-0 13-0) | Carinthian Lions |  |

| 22 maggio 2016 | Bratislava Monarchs | 42 – 7 (14-0 21-0 7-0 0-7) | Vienna Vikings 2 |  |

| 22 maggio 2016 | Salzburg Bulls | 21 – 24 (7-7 7-10 0-0 7-7) | Tirol Raiders JV |  |

#### 7ª giornata
| 28 maggio 2016 | Amstetten Thunder | 38 – 41 (14-7 3-20 7-7 14-7) | Traun Steelsharks |  |

#### 8ª giornata
| 4 giugno 2016 | Sankt Pölten Invaders | 20 – 14 (7-7 7-7 0-0 6-0) | Vienna Vikings 2 |  |

| 4 giugno 2016 | Traun Steelsharks | 42 – 28 (14-7 14-7 7-0 7-14) | Amstetten Thunder |  |

| 5 giugno 2016 | Bratislava Monarchs | 28 – 18 (0-0 14-18 7-0 7-0) | Vienna Knights |  |

#### 9ª giornata
| 11 giugno 2016 | Amstetten Thunder | 23 – 15 (0-6 16-0 7-0 0-9) | Tirol Raiders JV |  |

| 11 giugno 2016 | Vienna Vikings 2 | 20 – 36 (0-8 0-7 7-14 13-7) | Bratislava Monarchs |  |

| 11 giugno 2016 | Vienna Knights | 34 – 40 (14-14 0-16 7-3 13-7) | Budapest Wolves |  |

| 12 giugno 2016 | Carinthian Lions | 13 – 38 (0-10 6-7 7-7 0-14) | Traun Steelsharks | (200 spett.) |

#### 10ª giornata
| 18 giugno 2016 | Carinthian Lions | 13 – 20 (3-0 3-7 0-6 7-7) | Salzburg Bulls |  |

#### 11ª giornata
| 25 giugno 2016 | Sankt Pölten Invaders | 12 – 13 (6-8 0-0 0-0 6-5) | Vienna Knights |  |

| 26 giugno 2016 | Bratislava Monarchs | 35 – 27 | Budapest Wolves |  |

| 26 giugno 2016 | Tirol Raiders JV | 21 – 48 (0-7 13-14 0-13 8-14) | Traun Steelsharks | (300 spett.) |

| 26 giugno 2016 | Salzburg Bulls | 27 – 33 (7-0 7-14 0-12 13-7) | Amstetten Thunder |  |

#### 12ª giornata
| 2 luglio 2016 | Traun Steelsharks | 56 – 12 | Salzburg Bulls |  |

| 2 luglio 2016 | Vienna Knights | 38 – 0 | Vienna Vikings 2 |  |

| 3 luglio 2016 | Budapest Wolves | 43 – 6 | Sankt Pölten Invaders |  |

| 3 luglio 2016 | Carinthian Lions | 34 – 39 | Amstetten Thunder |  |

#### 13ª giornata
| 10 luglio 2016 | Salzburg Bulls | 49 – 13 | Carinthian Lions |  |

### Classifica
La classifica della regular season è la seguente:
- PCT = percentuale di vittorie, G = partite giocate, V = partite vinte,  P = partite perse, PF = punti fatti, PS = punti subiti

#### Girone Est
| Pos. | Squadra               | PCT  | G | V | N | P | PF  | PS  |
| ---- | --------------------- | ---- | - | - | - | - | --- | --- |
| 1    | Vienna Knights        | .750 | 8 | 6 | 0 | 2 | 243 | 100 |
| 2    | Bratislava Monarchs   | .750 | 8 | 6 | 0 | 2 | 214 | 149 |
| 3    | Budapest Wolves       | .500 | 8 | 4 | 0 | 4 | 230 | 241 |
| 4    | Sankt Pölten Invaders | .375 | 8 | 3 | 0 | 5 | 107 | 190 |
| 5    | Vienna Vikings 2      | .125 | 8 | 1 | 0 | 7 | 140 | 254 |

#### Girone Ovest
| Pos. | Squadra           | PCT   | G | V | N | P | PF  | PS  |
| ---- | ----------------- | ----- | - | - | - | - | --- | --- |
| 1    | Traun Steelsharks | 1.000 | 8 | 8 | 0 | 0 | 331 | 139 |
| 2    | Amstetten Thunder | .750  | 8 | 6 | 0 | 2 | 235 | 205 |
| 3    | Salzburg Bulls    | .375  | 8 | 3 | 0 | 5 | 164 | 201 |
| 4    | Carinthian Lions  | .250  | 8 | 2 | 0 | 6 | 159 | 239 |
| 5    | Tirol Raiders JV  | .125  | 8 | 1 | 0 | 7 | 127 | 232 |

## Playoff

### Tabellone
|  | Semifinali | Semifinali          | Semifinali |                   |    | XIX Silver Bowl | XIX Silver Bowl | XIX Silver Bowl |  |
|  |            |                     |            |                   |    |                 |                 |                 |  |
|  | 1E         | Vienna Knights      | 26         |                   |    |                 |                 |                 |  |
|  | 1E         | Vienna Knights      | 26         |                   |    |                 |                 |                 |  |
|  | 2N         | Amstetten Thunder   | 19         |                   |    |                 |                 |                 |  |
|  | 2N         | Amstetten Thunder   | 19         |                   | 1E | Vienna Knights  | 7               |                 |  |
|  |            |                     |            |                   | 1E | Vienna Knights  | 7               |                 |  |
|  |            |                     | 1O         | Traun Steelsharks | 12 |                 |                 |                 |  |
|  | 1O         | Traun Steelsharks   | 1O         | Traun Steelsharks | 12 | 39              |                 |                 |  |
|  | 1O         | Traun Steelsharks   |            |                   |    |                 |                 |                 |  |
|  | 2E         | Bratislava Monarchs | 35         |                   |    |                 |                 |                 |  |

### Semifinali
| 16 luglio 2016 | Traun Steelsharks | 39 – 35 (0-7 14-13 10-8 15-7) | Bratislava Monarchs |  |

| 17 luglio 2016 | Vienna Knights | 26 – 19 (7-0 7-13 6-0 6-6) | Amstetten Thunder |  |

### XIX Silver Bowl
| 23 luglio 2016 | Traun Steelsharks | 12 – 7 (0-0 0-7 6-0 6-0) | Vienna Knights | (700 spett.) |

## Verdetti
- Traun Steelsharks Vincitori dell'AFL Division I 2016